# TrueSkill评分系统
TrueSkill系统是基于贝叶斯推断的评分系统，由微软研究院开发以代替传统Elo评分，并成功应用于Xbox Live自动匹配系统。TrueSkill评分系统是Glicko评分系统的衍伸，主要用于多人游戏中。TrueSkill评分系统考虑到了個別玩家水平的不确定性，综合考虑了各玩家的胜率和可能的水平涨落。当各玩家进行了更多的游戏后，即使個別玩家的胜率不变，系统也会因为对個別玩家的水平更加了解而改变对玩家的评分。

## Rank值的计算公式

这张图来自微软的网站，钟型曲线为某个玩家水平的可能分布，绿色区域15～20代表了Ranking System对的评分。可以看出系统的评分是比较保守的。

TrueSkill假设玩家的水平可以用一个正态分布来表示，而正态分布可以用两个参数：平均值和方差来完全描述。设Rank值为R，代表玩家水平的正态分布的两个参数平均值和方差分别为{\displaystyle \mu }和{\displaystyle \sigma }，则系统对玩家的评分即Rank值为
{\displaystyle R=\mu -k\times \sigma }
k值越大则系统的评分越保守。

## 输赢对Rank值的影响
下面这张表格来自微软研究院，此表格给出了8个新手在参与一个8人游戏后{\displaystyle \mu }和{\displaystyle \sigma }的变化。
| Name    | Outcome | Pre-Game μ | Pre-Game σ | Post-Game μ | Post-Game σ |
| Alice   | 1st     | 25         | 8.3        | 36.771      | 5.749       |
| Bob     | 2nd     | 25         | 8.3        | 32.242      | 5.133       |
| Chris   | 3rd     | 25         | 8.3        | 29.074      | 4.943       |
| Darren  | 4th     | 25         | 8.3        | 26.322      | 4.874       |
| Eve     | 5th     | 25         | 8.3        | 23.678      | 4.874       |
| Fabien  | 6th     | 25         | 8.3        | 20.926      | 4.943       |
| George  | 7th     | 25         | 8.3        | 17.758      | 5.133       |
| Hillary | 8th     | 25         | 8.3        | 13.229      | 5.749       |

这里有个很有意思的现象：注意第四名Darren和第五名Eve，他们的{\displaystyle \sigma }是最小的，换句话说系统认为他们能力的可能起伏是最小的。这是因为通过这场游戏我们对他们了解得最多：他们赢了3/4个人，也输给了4/3个人。而对于第一名Alice，我们只知道她赢了7个人。
如果想知道更详细的定量分析可以先考虑最简单的两人游戏情况
{\displaystyle \mu _{winner}\longleftarrow \mu _{winner}+{\dfrac {\sigma _{winner}^{2}}{c}}*v({\dfrac {\mu _{winner}-\mu _{loser}}{c}},{\dfrac {\varepsilon }{c}})}
{\displaystyle \mu _{loser}\longleftarrow \mu _{loser}-{\dfrac {\sigma _{loser}^{2}}{c}}*v({\dfrac {\mu _{winner}-\mu _{loser}}{c}},{\dfrac {\varepsilon }{c}})}
{\displaystyle \sigma _{winner}^{2}\longleftarrow \sigma _{winner}^{2}*[1-{\dfrac {\sigma _{winner}^{2}}{c}}*w({\dfrac {\mu _{winner}-\mu _{loser}}{c}},{\dfrac {\varepsilon }{c}})}
{\displaystyle \sigma _{loser}^{2}\longleftarrow \sigma _{loser}^{2}*[1-{\dfrac {\sigma _{loser}^{2}}{c}}*w({\dfrac {\mu _{winner}-\mu _{loser}}{c}},{\dfrac {\varepsilon }{c}})}
{\displaystyle c^{2}=2\beta ^{2}+\sigma _{winner}^{2}+\sigma _{loser}^{2}}
系数{\displaystyle \beta ^{2}}代表的是所有玩家的平均方差。{\displaystyle v}和{\displaystyle w}是两个函数，比较复杂。ε是“平局参数”。
简而言之，個別玩家赢了{\displaystyle \mu } 就增加，输了{\displaystyle \mu } 减小；但不论输赢，{\displaystyle \sigma }都是在减小，所以有可能出现输了涨分的情况。

## 如何自动匹配对手
势均力敌的对手能带来最精彩的比赛，所以当自动匹配对手时，系统会尽可能的为個別玩家安排可能与水平最为接近的对手。TrueSkill评分系统采用了一个值域为{\displaystyle (0,1)}的函数来描述两个人是否势均力敌：结果越接近0代表差距越大，越接近1代表水平越接近。
假设有两个玩家A和B，他们的参数为{\displaystyle (\mu _{A},\sigma _{A})} 和 {\displaystyle (\mu _{B},\sigma _{B})} ，则函数对这两个玩家的返回值为
{\displaystyle e^{-{\dfrac {(\mu _{A}-\mu _{B})^{2}}{2c^{2}}}}{\sqrt {\dfrac {2\beta ^{2}}{c^{2}}}}}
c的值由如下公式给出
{\displaystyle c^{2}=2\beta ^{2}+\mu _{A}^{2}+\mu _{B}^{2}}
如果两人有较大几率被匹配在一起，光是平均值接近还不行（e指数上那一项），还得方差也比较接近才行（d）。

## Xbox Live上的应用
在Xbox Live上，系统为每个玩家赋予的初值是μ = 25 以及 σ = 25 / 3，k=3。所以玩家的起始Rank值为
{\displaystyle R=25-3{\dfrac {25}{3}}=0}